# Mecysmauchenioides
Mecysmauchenioides es un género de arañas araneomorfas de la familia Mecysmaucheniidae. Se encuentra en el sur de Argentina y Chile.

## Lista de especies
Según The World Spider Catalog 12.0:
- Mecysmauchenioides nordenskjoldi (Tullgren, 1901)
- Mecysmauchenioides quetrihue Grismado & Ramírez, 2005